# Castillo Takamatsu (Bitchu)
El Castillo Takamatsu (高松城 -jō?) de la provincia de Bitchu fue un castillo japonés localizado en lo que hoy es la ciudad de Okayama, en la prefectura homónima. Como la mayoría de este tipo de castillos, fue construido a finales del siglo XVI durante el período Azuchi-Momoyama de la historia de Japón.
El castillo fue construido casi al nivel del mar en un suelo fangoso, lo que formaba un foso natural. Fue construido originalmente por el clan Mimura y controlado por sus vasallos, el clan Ishikawa. Ambas familias fueron eliminadas por el clan Mōri, quienes asediaron Takamatsu y toda la provincia en 1575. Los Mōri dejaron el castillo a cargo de Shimizu Muneharu.
En 1582 el castillo fue asediado por Toyotomi Hideyoshi (Sitio de Takamatsu). Después de uno o dos meses de asedio, Hideyoshi construyó diques para desviar un río cercano y de esta forma inundar el castillo, todo ello a sugerencia de su estratega Kuroda Kanbei.
Posterior al asedio y a la muerte de Hideyoshi el castillo fue controlado por el clan Hanabusa, karō del clan Ukita. Después de la Batalla de Sekigahara del año 1600 en donde los Hanabusa pelearon en el bando victorioso de Tokugawa Ieyasu, por lo que fueron nombrados hatamoto. Algunos años más tarde la residencia del daimyō fue trasladada de Takamtsu hacia Abe, en lo que es hoy la ciudad de Sōja.
Al día de hoy sólo se conservan algunos diques así como restos de las torres que Hideyoshi utilizó durante el asedio. Un monumento de piedra marca el lugar en donde Shimizu Muneharu cometió seppuku y toda el área circundante es un parque histórico.